# 庫費夫爾
庫費夫爾是瑞士的城鎮，位於該國西北部，由汝拉州負責管轄，面積12.4平方公里，海拔高度460米，2011年人口1,618，七成半人口信奉羅馬天主教，人口密度每平方公里130人。